# Eric Peterson (acteur)
Eric Neal Peterson (Indian Head (Canada), 2 oktober 1946) is een Canadese acteur. Vooral bekend om zijn rol als Oscar Leroy in de Canadese sitcom Corner Gas.

## Loopbaan
Peterson heeft opgetreden in verschillende films en televisieseries. Hij ontving vier Gemini Awards. Daarnaast won hij voor zijn rol in Corner Gas samen met de rest van de acteurs een Gemini Award voor Best Ensemble Performance.
- Gemeinsame Normdatei: 1080538356
- International Standard Name Identifier: 0000 0000 7381 839X
- Library of Congress Control Number: n82160656
- MusicBrainz: 8b31a043-f89d-47b1-8b5d-52137edaec37
- Nationale Bibliotheek van Tsjechië: xx0252213
- Nationale Bibliotheek van Israël: 987011381204605171
- SNAC: w6q65f9q
- Virtual International Authority File: 78829150
- WorldCat: E39PBJgtcxC3WT6vtq9kqDKTpP